# ポッリカ
ポッリカ（イタリア語: Pollica）は、イタリア共和国カンパニア州サレルノ県にある、人口約2,400人の基礎自治体（コムーネ）。
本自治体に含まれる集落・アッチャロリ（Acciaroli）は、長寿村として知られている。

## 歴史
8世紀には現在の町中心地の北側に小村が出来ていたが、後に放棄された。ポッリカが最初に記録されているのは、1113年にタルギシウス2世サンセヴェリーノがカヴァのアボット家に土地を寄付したという法的文書にまでさかのぼる。13世紀には村がアレマーニャ家に所有されており、その後カパーノ家に売却したとされる。一部は1410年までカヴァ・ディ・ティレニ三位一体修道院の管轄地となっていた。
18世紀には、公国の称号を持つカパーノ家の正式な領地となっていた。カパーノ家は1795年まで統治するが、その後継承者が生まれず荘園制度の終了する1806年までは公有地となった。1811年から1860年までは両シチリア王国のヴァッロ郡の首府となった。イタリア王国時代の1860年から1927年までは、ヴァッロ・デッラ・ルカーニア郡の首府であった。
1997年、町はカパーノ城（Castello Capano）を購入。この城は12世紀にまでさかのぼるが、現在の構成は主に1610年にポッリカ王子ヴィンチェンゾ・カパーノ15世によって完成されたものである。
2010年9月に、アンジェロ・ヴァッサロ市長がカモッラ（マフィアに属する犯罪組織）に間違われ殺害された。

## 地理

### 位置・広がり

#### 隣接コムーネ
隣接するコムーネは以下の通り。
- カザール・ヴェリーノ
- サン・マウロ・チレント
- セッサ・チレント
- ステッラ・チレント

## 行政

### 分離集落
ポッリカには、以下の分離集落（フラツィオーネ）がある。
- Acciaroli, Cannicchio, Celso, Galdo, Pioppi

## 文化・観光
「スローシティ」加盟都市である。